# Macierze podobne
Macierze podobne – macierze kwadratowe {\displaystyle A,B} stopnia {\displaystyle n} nad ciałem {\displaystyle \mathbb {K} ,} spełniające równość {\displaystyle A=C^{-1}BC,} dla pewnej macierzy {\displaystyle C} nieosobliwej.
Relację podobieństwa macierzy oznacza się symbolem {\displaystyle \approx .} Podobieństwo macierzy zapisuje się: {\displaystyle A\approx B}.
Relacja podobieństwa macierzy jest relacją równoważności, ponieważ jest:
- zwrotna: {\displaystyle A\approx A,} ponieważ {\displaystyle A=I^{-1}AI,} gdzie {\displaystyle I} to macierz identycznościowa;
- symetryczna: {\displaystyle {\Big (}A=C^{-1}BC\Rightarrow B=(C^{-1})^{-1}AC^{-1}{\Big )}\Longrightarrow {\Big (}A\approx B\Rightarrow B\approx A{\Big )};}
- przechodnia: {\displaystyle (A\approx B\wedge B\approx C)\Rightarrow (A=D^{-1}BD\wedge B=E^{-1}CE)\Rightarrow A=(ED)^{-1}C(ED)\Rightarrow A\approx C}[3].

## Własności
Macierz {\displaystyle B} nazywa się podobną do macierzy {\displaystyle A,} jeżeli istnieje taka macierz nieosobliwa {\displaystyle C,} że {\displaystyle B=C^{-1}AC.} Mówi się, że macierz {\displaystyle B} powstaje z macierzy {\displaystyle A} za pomocą przekształcenia zwanego podobieństwem. Przekształcenie to ma następujące własności:
{\displaystyle C^{-1}A_{1}C+C^{-1}A_{2}C+\,\dots \,+C^{-1}A_{n}C=C^{-1}(A_{1}+A_{2}+\,\dots \,+A_{n})C),}
{\displaystyle C^{-1}A_{1}CC^{-1}A_{2}C\,\dots \,C^{-1}A_{n}C=C^{-1}(A_{1}A_{2}\,\dots \,A_{n})C.}
W szczególności {\displaystyle (C^{-1}AC)^{n}=C^{-1}A^{n}C} i ogólnie {\displaystyle f(C^{-1}AC)=C^{-1}f(A)C} dla dowolnego wielomianu {\displaystyle f(\lambda ).}
Z ostatniej własności wynika, że
- macierze podobne mają jednakowe wielomiany charakterystyczne, ponieważ

{\displaystyle |B-\lambda I|=|C^{-1}AC-\lambda C^{-1}IC|=|C^{-1}|\ |A-\lambda I|\ |C|=|A-\lambda I|,} gdzie {\displaystyle I} to macierz identycznościowa.

## Wartości i wektory własne
Macierze podobne {\displaystyle A} i {\displaystyle B=C^{-1}AC} mają jednakowe wielomiany charakterystyczne i dlatego mają także jednakowe widma wartości własnych. Geometryczny sens tej zależności wynika z faktu, że macierze te reprezentują jedno i to samo przekształcenie odniesione do różnych baz. Dlatego wektory własne macierzy podobnych są kolumnami utworzonymi ze współrzędnych wektorów własnych danego przekształcenia w różnych bazach i wobec tego zachodzi między nimi związek
{\displaystyle x_{B}=C^{-1}x_{A},}
gdzie {\displaystyle C} jest macierzą przekształcenia współrzędnych. Związek ten wynika z równań
{\displaystyle \left.{\begin{matrix}\quad (A-\lambda I)x_{A}=0\\\quad (B-\lambda I)x_{B}=0\end{matrix}}\;\;\right\}{\begin{matrix}\quad (C^{-1}AC-\lambda C^{-1}IC)x_{B}=0\\C^{-1}(A-\lambda I)Cx_{B}=0\\(A-\lambda I)x_{A}=0\end{matrix}}\;\to \;x_{B}=C^{-1}x_{A}.}